# 1917 în film
- 1916 în cinematografie — 1917 în cinematografie — 1918 în cinematografie

## Filmele cu cele mai mari încasări

### SUA
| Poziție | Titlu                      | Încasări |
| ------- | -------------------------- | -------- |
| 1.      | Cleopatra                  |          |
| 2.      | Rebecca of Sunnybrook Farm |          |
| 3.      | The Poor Little Rich Girl  |          |